# H.263
H.263 – standard kompresji sekwencji wizyjnych opracowany przez ITU-T. Pierwotnie przeznaczony do transmisji w kanałach o przepływności mniejszej niż 64 kb/s.
Kodek ten należy do grupy koderów hybrydowych, wykorzystujących predykcję z kompensacją ruchu oraz kodowanie transformatowe z transformatą kosinusową DCT.

## Pierwotna wersja kodeka
Początkowo kodek H.263 charakteryzował się następującymi cechami:
- w obrazach kodowanych wewnątrzobrazowo (Intra) kodowanie transformatowe próbek z równomiernym kwantowaniem współczynników transformaty,
- w obrazach kodowanych z predykcją międzyobrazowa (Inter-P), maksymalnie jeden wektor ruchu na makroblok, kodowanie transformatowe błędów predykcji z równomiernym kwantowaniem współczynników transformaty,
- brak obrazów kodowanych z predykcją dwukierunkową (Inter-B),
- wektory ruchu kodowane predykcyjnie z predykcją medianową,
- kodowanie entropijne za pomocą kodów zmiennej długości (kodowanie Huffmana).

Jedna z nieznacznie zmodyfikowanych implementacji kodeka H.263, zrealizowana przez firmę Sorenson, była wykorzystywana do kodowania sekwencji wizyjnych na portalu YouTube zanim zaczęto stosować H264, a później VP9. 

## Ulepszenia: H.263+ i H.263++
W wyniku opracowywania nowych algorytmów kodowania obrazów ruchomych, do pierwotnej wersji kodeka H.263 dodawano nowe narzędzia w postaci aneksów do specyfikacji. Doprowadziło to do ustanowienia dwóch kolejnych wersji standardu, znanych jako H.263+ oraz H.263++. Do głównych ulepszeń zastosowanych w tych nowszych wersjach należą:
- zniesienie ograniczeń na długość wektorów ruchu – aneks D,
- entropijne kodowanie arytmetyczne – aneks E,
- wykorzystanie nakładkowej predykcji z kompensacją ruchu i do 4 wektorów ruchu na makroblok – aneks F,
- wprowadzenie obrazów kodowanych z predykcją dwukierunkową (Inter-B) – aneks G,
- wprowadzenie wielu obrazów odniesienia dla predykcji międzyobrazowej – aneksy M i U,
- kodowanie predykcyjne współczynników transformaty w obrazach Intra – aneks I,
- filtr wygładzający efekty blokowe - aneks J,
- skalowalność czasowa, przestrzenna i skalowalność jakości – aneks O,
- polepszenie sposobu kwantyzacji współczynników transformaty – aneks T.

Niektóre z aneksów nigdy nie zostały szerzej wykorzystane w zastosowaniach praktycznych (np. aneksy E i O). Jednakże całkowita sprawność kodowania kodera H.263++ okazała się tak wysoka, iż szybko zniesiono ograniczenie na docelową przepływność kodeka i zaczął być wykorzystywany w wielu zastosowaniach.
Kodek H.263 jest podstawą dla pierwszego kodeka video opisanego w standardzie MPEG-4 – MPEG-4 część 2, a więc również kodeków DivX, XviD i kompatybilnych. Wykorzystywany jest między innymi w telekonferencyjnym programie Microsoft NetMeeting w systemie Windows.
W wyniku ciągłego udoskonalania istniejących technik kompresji, na początku roku 1998, zespół ekspertów JVT łączący grupy VCEG (z organizacji ITU) oraz MPEG (z organizacji ISO) rozpoczął pracę nad następcą H.263, który następnie przerodził się w projekt kodeka H.264/MPEG-4 AVC.